# پاتریک بلکت
پاتریک مینارد استوارت بلکت، بارون بلکت (Patrick Maynard Stuart Blackett, Baron Blackett) ‏OM CH FRS‏ (۱۸ نوامبر ۱۸۹۷–۱۳ ژوئیه ۱۹۷۴)، فیزیکدان تجربی بریتانیایی بود که به دلیل کارهایش در زمینه اتاقک ابر، پرتوهای کیهانی، دیرینه‌مغناطیس‌شناسی، برنده جایزه نوبل فیزیک در ۱۹۴۸ میلادی شد. او در ۱۹۲۵ میلادی مبدل به اولین شخصی شد که اثبات کرد رادیو اکتیویته قادر است منجر به ایجاد جهش هسته‌ای یک عنصر شیمیایی به عنصر دیگری شود. همچنین او خدمات عمده‌ای را در جنگ جهانی دوم در جهت توصیه استراتژی‌های نظامی و توسعه تحقیق در عملیات ارائه نمود. دیدگاه‌های او مبنی بر پیشرفت جهان سوم و کاهش فاصله میان فقرا و ثروتمندان اثرگذار بود و سیاست‌های دولت کارگر را در دهه ۱۹۶۰ میلادی را تحت تأثیر قرار داد.

## اوان زندگی و تحصیلات
بلکت در کنزینگتون لندن بدنیا آمد. او پسر آرتور استوارت بلکت بود که کارگزار بورس بوده و مادرش کارولین مینارد بود. خواهر جوان ترش تحلیلگر روانی در ماریون میلنر بود. پدربزرگ پدری او «رو هنری بلنکت» برادر ادموند بلنکت، معمار استرالیایی بود و برای سالها کشیش کرویدون بود. پدربزرگ مادری او، چارلز مینارد، افسر توپخانه سلطنتی در زمان شورش‌های ۱۸۵۷ هند بود. خانواده بلکت در کنزینگتون، کنلی، ووکینگ و گیلفورد، ساری به ترتیب زندگی کردند. در ساری، بلکت به مدرسه آماده‌سازی رفت. از علاقه‌مندی‌های اصلی او هواپیمای مدل و رادیو کریستالی بود. هنگامی که برای ورود به کالج دریانوردی سلطنتی اسبورن در «آیسل آف ویت» مصاحبه داد، پارلز رولز روز قبل آن پرواز کراس چنلش را تکیمل نموده بود و بلکت که پرواز را در مجموعه بلورش ردیابی کرده بود قادر بود تا به‌طور مفصل موضوع را تفسیر کند. او پذیرفته شد و دو سال را در آنجا، قبل از نقل مکان به دارت‌ماوث سپری نمود و «اغلب در کلاسش بهترین بود».
در اوت ۱۹۱۴ میلادی، بلکت هنگام وقوع جنگ جهانی اول به عنوان خدمه فعال میدشیپمن گماشته شد. او به جزایر دماغه سبز در اچ‌ام‌اس کارنارون ارسال شد و در نبرد جزایر فالکلند حضور داشت. سپس به اچ‌ام‌اس برهم فرستاده شد و بسیاری از کنش‌های نبرد یوتلاند را مشاهده نمود. در حالی که در نبرد اچ‌ام‌اس برهم قرار داشت، دستگاه شلیک کننده ای را به‌طور مشترک اختراع نمود که اداره نیروی دریایی اختراع آن را به نام خود کرد. در ۱۹۱۶ میلادی او درخواست عضویت در سرویس هوایی نیروی دریایی را داد، اما درخواستش رد شد. در اکتبر همان سال در گشتزنی اچ‌ام‌اس p17 در دوور ناوبان یکم فرعی شد و در ژوئیه ۱۹۱۷ در نیروی هارویچ تحت «ادمایرال تیرویت» به عنوان اچ‌ام‌اس استورجن گماشته شد. بلکت دغدغه خاصی نسبت به کیفیت پایین سلاح‌های موجود در آنجا درمقایسه با سلاح‌های دشمن و تجربیات پیشین خود داشت و شروع به مطالعه کتب علمی نمود. او در مه ۱۹۱۸ میلادی به عنوان ناوبان یکم ارتقاء یافت، اما تصمیم گرفته بود تا نیروی دریایی را ترک کند. سپس در ژانویه ۱۹۱۹ اداره نیروی دریایی افسرانی که آموزششان به دلیل جنگ مختلف شده بود را برای درسی در زمینه وظایف عمومی به دانشگاه کمبریج فرستاد. وی در اولین شب اقامتش در کالج مگدالن، کمبریج، با کینگزلی مارتین و جفری وب ملاقات کرده و سپس به خاطر آورد که هیچگاه در آموزش‌های نیروی دریایی خود چیزی از مکالمات روشنفکرانه به گوشش نخورده‌است. بلکت تحت تأثیر آزمایشگاه پر شوکت کاوندیش قرار گرفت و نیروی دریایی را جهت مطالعه ریاضیات و فیزیک در کمبریج ترک نمود.